# Black Box Music
Black Box Music is een Canadese onafhankelijk platenlabel uit Mississauga, Ontario. Het label werd in 2003 opgericht onder de naam Black Box Recordings. Het bedrijf is in de afgelopen jaren begonnen met het verlenen van meer diensten, zoals het boeken van shows, en is daarom niet alleen exclusief een platenlabel meer. Daarom werd in 2008 besloten om de naam te veranderen naar Black Box Music.
In het begin werd het label gestart met als doel om beginnende Canadese artiesten de kans te geven om een carrière te starten. Black Box Music bleek al na een paar jaar een sterk label te zijn geworden. Het wordt momenteel gedistribueerd door Fontana North in Canada.

## Discografie
| Catalogus | Artiest of band        | Albumtitel                                | Datum uitgave     |
| --------- | ---------------------- | ----------------------------------------- | ----------------- |
| BBR001    | The Fullblast          | Contagious Movement Theory                | 6 maart 2004      |
| BBR002    | Rosesdead              | The Relationship Between Music & Numbers  | 4 juni 2004       |
| BBR003    | The Wolfnote           | This Is the Getdown                       | 4 juni 2004       |
| BBR004    | The Wolfnote           | Sacred Bodies                             | 28 juli 2005      |
| BBR005    | Sydney                 | Sydney                                    | 27 september 2005 |
| BBR006    | Rosesdead              | Stages                                    | 28 maart 2006     |
| BBR007    | Summer Hero            | Soundcanvas                               | 5 augustus 2006   |
| BBR008    | Ten Second Epic        | Count Yourself In                         | 10 oktober 2006   |
| BBR009    | Living with Lions      | Dude Manor                                | 18 september 2007 |
| BBR010    | Sydney                 | When We Were Safe                         | 9 oktober 2007    |
| BBR011    | Shad                   | The Old Prince                            | 16 oktober 2007   |
| BBR012    | The Wooden Sky         | When Lost at Sea                          | 26 februari 2008  |
| BBR013    | Living with Lions      | Make Your Mark                            | 17 juni 2008      |
| BBR014    | Ten Second Epic        | Hometown                                  | 27 januari 2009   |
| BBR015    | The Wooden Sky         | If I Don't Come Home You'll Know I'm Gone | 25 augustus 2009  |
| BBR016    | Northcote              | Borrowed Chords, Tired Eyes               | 8 december 2009   |
| BBR017    | Shad                   | TSOL                                      | 25 mei 2010       |
| BBR018    | Lisa Scinta            | The Bathroom Sessions                     | 17 augustus 2010  |
| BBR019    | Crash Parallel         | Crash Parallel                            | 8 februari 2011   |
| BBR020    | Living With Lions      | Holy Shit                                 | 17 mei 2011       |
| BBR021    | Shad                   | iTunes Session                            | 1 maart 2011      |
| BBR022    | Northcote              | Gather No Dust                            | 19 april 2011     |
| BBR023    | Brighter Brightest     | Right For Me                              | 9 augustus 2011   |
| BBR024    | Lisa Scinta            | Naked                                     | 10 augustus 2011  |
| BBR025    | Ten Second Epic        | Better Off                                | 20 september 2011 |
| BBR026    | The Wooden Sky         | City Of Light                             | 25 oktober 2011   |
| BBR027    | The Wooden Sky         | Every Child A Daughter, Every Moon A Sun  | 28 februari 2012  |
| BBR028    | SonReal and Rich Kidd  | The Closers                               | 16 oktober 2012   |
| BBR029    | Livy Jeanne            | Under The Radar                           | 30 november 2012  |
| BBR030    | DreamFace              | DreamFace                                 | 26 februari 2013  |
| BBR031    | Northcote              | Northcote                                 | 7 mei 2013        |
| BBR033    | Lyon                   | Indian Summer                             | 20 augustus 2013  |
| BBR034    | Shad                   | Flying Colours                            | 15 oktober 2012   |
| BBR035    | Kayo                   | S.L.A.V.E.                                | 10 september 2013 |
| BBR036    | SonReal                | Everywhere We Go                          | 13 augustus 2013  |
| BBR037    | Seas                   | Fade Out Into The Night                   | 24 september 2013 |
| BBR038    | The Glorious Sons      | Shapeless Art                             | 19 november 2013  |
| BBR040a   | The Provincial Archive | Hide Like A Secret                        | 10 juni 2014      |
| BBR040    | The Provincial Archive | It's All Shaken Wonder                    | 19 augustus 2014  |

## Prijzen en nominaties
| Artiest         | Prijs                             | Jaar | Categorie                                  | Status      |
| --------------- | --------------------------------- | ---- | ------------------------------------------ | ----------- |
| Ten Second Epic | MuchMusic Video Award             | 2007 | Best Independent Video                     | Genomineerd |
| Ten Second Epic | Canadian Radio Music Award        | 2008 | Rock                                       | Genomineerd |
| Ten Second Epic | Canadian Independent Music Awards | 2008 | Rock Band of the Year                      | Genomineerd |
| Shad            | Juno Award                        | 2008 | Rap Recording Of The Year                  | Genomineerd |
| Shad            | Polaris Music Prize               | 2008 | Short List                                 | Genomineerd |
| Shad            | CBC Radio 3 Bucky Award           | 2008 | Collaboration Of The Year (met Hey Ocean!) | Genomineerd |
| Shad            | CBC Radio 3 Bucky Award           | 2008 | Video Of The Year (The Old Prince...)      | Gewonnen    |
| Sydney          | Hamilton Music Award              | 2008 | Emo Recording Of The Year                  | Gewonnen    |
| Ten Second Epic | MuchMusic Video Award             | 2009 | Best Rock Video                            | Genomineerd |
| Ten Second Epic | Juno Award                        | 2010 | Best New Group                             | Genomineerd |
| Shad            | Juno Award                        | 2011 | Rap Recording Of The Year (TSOL)           | Gewonnen    |
| Ten Second Epic | Edmonton Music Awards             | 2012 | Album of the Year                          | Genomineerd |
| Ten Second Epic | Edmonton Music Awards             | 2012 | Group of the Year                          | Gewonnen    |
| Ten Second Epic | Edmonton Music Awards             | 2012 | Rock Album of the Year                     | Genomineerd |
| Ten Second Epic | Edmonton Music Awards             | 2012 | People's Choice                            | Genomineerd |